# Physetopoda fusculina
Physetopoda fusculina is een vliesvleugelig insect uit de familie van de mierwespen (Mutillidae). De wetenschappelijke naam van de soort is voor het eerst geldig gepubliceerd in 1955 door Invrea.